# Río Arenteiro
El río Arenteiro es un río del noroeste de la península ibérica que discurre por la provincia de Orense, Galicia, España, un afluente del río Avia, a su vez afluente del río Miño. 

## Curso
Nace en la Peña de Francia, a una altitud de 840 m s. n. m. Recibe por la margen izquierda el río Oseira y baña la villa de Carballiño. Al final, desemboca en el río Avia, en la parroquia de Pazos de Arenteiro tras recorrer 33 km en dirección NL-SO.
Según otra teoría el río Arenteiro nace por encima de la aldea de A Cabana, del ayuntamiento de Cea, un poco más abajo de un lugar conocido por Pena Bico. Los primeros pueblos por los que pasa son, primero A Cabana y luego Arenteiriño.
Este río prestó su nombre al club de fútbol de O Carballiño, el Club Deportivo Arenteiro.